# Saccopteryx antioquensis
Saccopteryx antioquensis là một loài động vật có vú trong họ Dơi bao, bộ Dơi. Loài này được Muñoz & Cuartas mô tả năm 2001.

## Hình ảnh

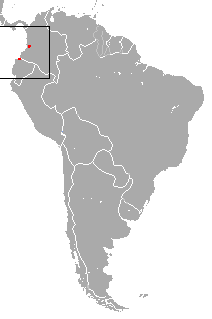